# 十國鋼索線
十國鋼索線（日语：／ Jukkoku Kōsaku sen */?），通稱箱根十國峠纜车，是位於日本靜岡縣函南町的往复式地面缆车，由伊豆箱根鐵道負責營運。

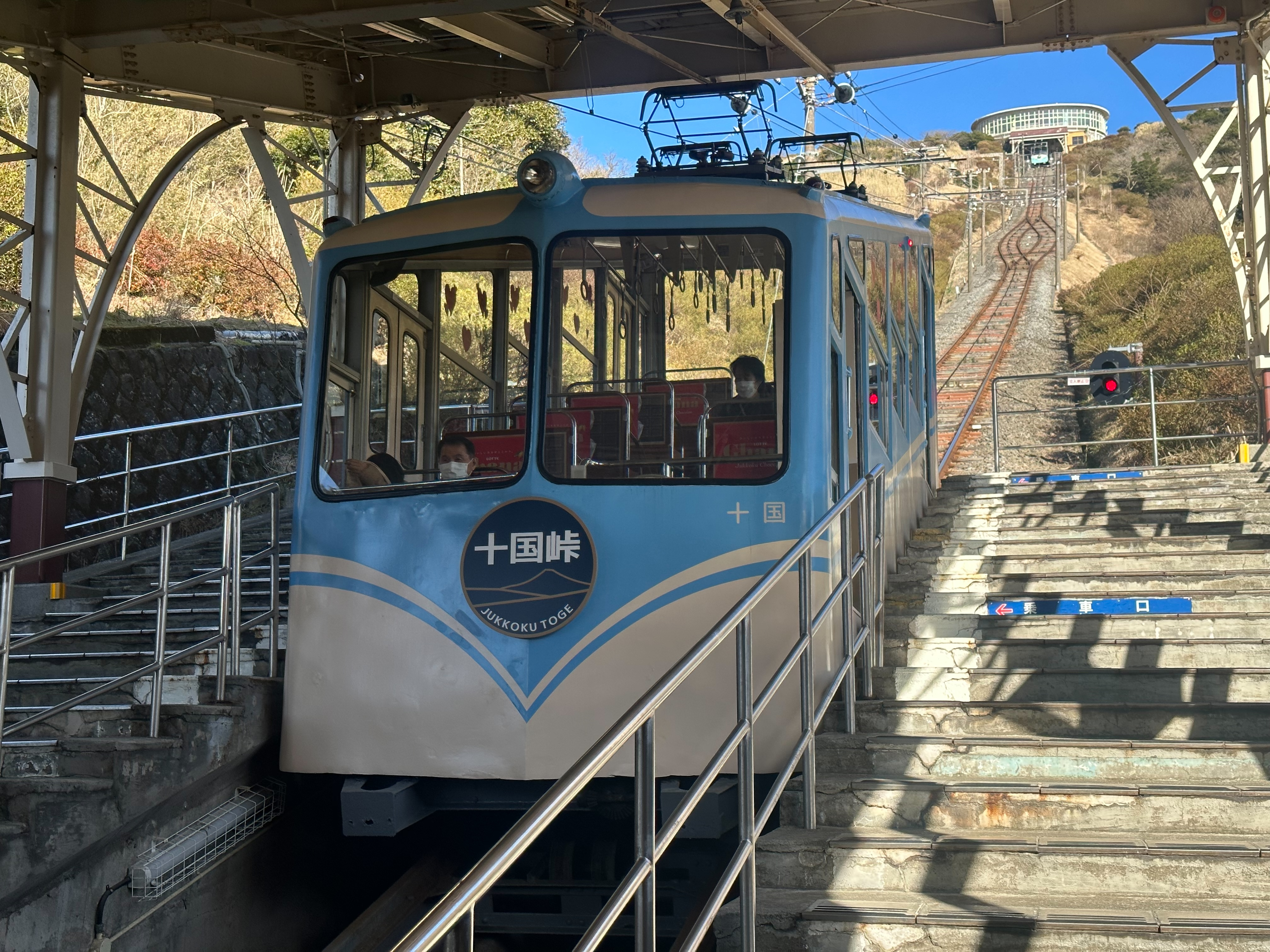
十國鋼索線上的列車「十國」
(2024年3月)

## 簡介
本路線連接了位於箱根及伊豆要道熱海箱根峠線的十國登口車站及位於日金山山頂的十國峠車站。十國峠車站位於函南町與熱海市交界，登上標高766公尺的日金山山頂「十國峠」可眺望「十國五島」（十國為伊豆、駿河、遠江、甲斐、信濃、武藏、上總、下總、安房及相模，五島則為大島、利島、新島、神津島及三宅島）。如果天氣狀況佳，還有機會看見東京鐵塔和東京晴空塔。
十國峠站南側草地視野廣闊。其前方有通往山腰姫之澤公園的步道，步道旁設有許多戶外運動設施，吸引許多親子登山客來訪。
除了纜車，也可駕車從熱海峠伊豆Skyline熱海峠交流道前往十國峠站。上述草地旁設有停車場。

## 路線資料
- 路線距離（營業距離）：0.3公里（316公尺）[1]。
- 軌距：1,435公釐（標準鐵軌）[1]。
- 站數：2個（即起、終點車站）[1]。
- 高低差：101公尺[1]。

包括同集團的駒岳鋼索線（2005年廢線）在內的日本大多數往复式地面缆车採用1,067公釐轨距，然而本線在製作車輛時借用了當時日本國內唯一採用標準軌、現已廢線的妙見之森纜索線列車，因此成為日本少數使用標準軌的地面缆车。

## 使用車輛
本路線共有二部列車承擔路線運作，名稱分別為「日金」及「十國」，並以伊豆箱根鐵道母公司西武集團旗下持有球隊西武獅的代表色「獅子色」塗裝。

## 運行形態
本路線現行時間表為8:50至16:30分，每10至15分鐘開出一班列車，自起點至終點花費時間約3分鐘。

## 交通接駁
- 十國登山口站：熱海站搭乘往元箱根（日语：元箱根）的伊豆箱根巴士（日语：伊豆箱根バス）。行駛時間約35分。

## 景觀
| 由十國峠向愛鷹山與富士山方向眺望之景色。相片左側有静浦山地與駿河灣，右側則可見箱根山之中央火口丘。 | 由十國峠向南眺望，可一覽伊豆半島之東部海岸及山稜。另外，在相片左側可見到一小部分的伊豆大島。 |

## 外部連結
- 伊豆箱根鐵道 箱根十國峠纜索鐵路網（页面存档备份，存于） （日語）